# Heinrich Lammasch
Heinrich Lammasch, född 21 maj 1853 i Seitenstetten, Niederösterreich, död 6 januari 1920 i Salzburg, var en österrikisk jurist och politiker.
Lammasch blev 1879 docent, 1882 extra ordinarie och 1885 ordinarie professor i Innsbruck samt 1889 professor i straffrätt, folkrätt och rättsfilosofi vid Wiens universitet. År 1899 blev han ledamot av österrikiska herrehuset. 
Lammasch var ledamot av Internationella skiljedomstolen i Haag och deltog som österrikisk-ungersk vetenskaplig fackdelegerad i Haagkonferenserna 1899 och 1907. Han var en av Interparlamentariska unionens stödjepelare och verkade i tal och skrift outtröttligt för freds- och skiljedomssaken. Av kejsar Karl kallades han under den habsburgska monarkins sista dagar till österrikisk ministerpresident (27 oktober 1918) med den då omöjliga uppgiften att söka fredligt genomföra den gamla österrikiska statens förvandling till en federation av nationalstater under gemensam monarkisk ledning. Han avgick den 11 november samma år, sedan han samma dag kontrasignerat kejsarens proklamation om avstående från varje andel i statsangelägenheterna och gillande av en tysk-österrikisk nationalförsamlings framtida beslut om statsskicket. 
Bland Lammaschs arbeten märks Das Moment objectiver Gefährlichkeit im Begriffe des Verbrechensversuches (1879), Auslieferungsrecht und Asylrecht (1887) och Grundriss des Strafrechts (1899; tredje upplagan 1906), Die Fortbildung des Völkerrechts durch die Haager Konferenz (1900), Das Völkerrecht nach dem Kriege (i norska Nobelinstitutets publikationer 1917), Der Völkerbund (1919) och Europas elfte Stunde (1919). Han publicerade även många smärre straff- och folkrättsliga uppsatser i flera tidskrifter.